# Mesostruma
Mesostruma – rodzaj mrówek z podrodziny Myrmicinae. Obejmuje 6 opisanych gatunków.
Rodzaj dawniej zaliczany do Dacetini. W 2015 roku na podstawie analiz filogenetycznych zaliczony został do Attini przez P.S. Warda i innych.
Takson endemiczny dla Australii.
Należy tu 9 opisanych gatunków:
- Mesostruma bella Shattuck, 2000
- Mesostruma browni Taylor, 1962
- Mesostruma eccentrica Taylor, 1973
- Mesostruma exolympica Taylor, 1973
- Mesostruma inornata Shattuck, 2000
- Mesostruma laevigata Brown, 1952
- Mesostruma loweryi Taylor, 1973
- Mesostruma spinosa Shattuck, 2007
- Mesostruma turneri (Forel, 1895)